# Lee Walker
Lee Walker (Rhyl, 11 de febrero de 1976) es un jugador de snooker galés.

## Biografía
Nació en la localidad galesa de Rhyl en 1976. Fue jugador profesional de snooker desde 1994 hasta 2022, aunque se cayó del circuito profesional en más de una ocasión y hubo de recuperar la plaza. No se proclamó campeón de ningún torneo de ranking, y su mayor logro fue alcanzar las semifinales del Abierto de Gibraltar de 2018, en las que cayó derrotado ante Cao Yupeng (2-4). Más allá del circuito profesional, fue campeón del World Seniors Championship de 2022. Tampoco logró hilar ninguna tacada máxima, y la más alta de su carrera se quedó en 140.